# Charles Barton
Charles Barton (født 25. maj 1902, død 5. december 1981) var en amerikansk film- og vaudevilleskuespiller. Han vandt en Oscar for bedste assisterende instruktør i 1934.
Den første film han instruerede var Rødhuderne kommer med Randolph Scott i hovedrollen i 1934.
Fra 1946 var han den ledende instruktør på Abbott and Costello-komedierne, så som Undskyld vi spøger, Dødskørsel, Uhyggen breder sig og Afrika skriger. Han instruerede senere Walt Disney-film som Hvem sagde vov? og Mr. Stubbs vælter byen
Hans omfattende karriere som instruktør på TV inkludere alle episoder af The Amos 'n Andy Show i 1950'erne, i alt 90 episoder af Dennis the Menace i 1960'erne, og 106 episoder af Family Affair fra 1967 til 1971.
En nekrolog sagde, at han instruerede 580 tv-episoder, 70 spillefilm og snesevis af reklamer.

## Karriere
Barton begyndte som skuespiller som 13-årig. Han arbejdede på scenen og skrev kontrakt med United Artists hvor han spillede med i The County Fair i 1920.
Da han kun blev 157cm høj, havde han svært ved at finde arbejde som skuespiller, og i midten af 1920'erne besluttede han sig for at begynde at instruere.
I 1927 var han assisterende instruktør på filmen Luftens helte, instrueret af William Wellman. Han spillede også en lille rolle i filmen.
Barton var assisterende instruktør i en række år, indtil han blev ansat som instruktør hos Paramount Pictures i midten af 1930'erne.
Han vendte kort tilbage til skuespillet i Wellmans Tricolorens helte i 1939.
Barton instruerede en kortfilm med Shemp Howard og en med Joe Besser. Han instruerede også Bessers spillefilm Hey, Rookie i 1944. Joe Besser kaldte ham "en af de store komedie-instruktører".
Han begyndte at instruere Abbott og Costello i 1946 med Undskyld vi spøger. Han instruerede otte af deres film, inklusive deres sidste film som et team, Pengene eller livet i 1956.

## Udvalgte film

### Instruktør
- Island of Doomed Men (1940)
- Two Latins from Manhattan (1941)
- A Man's World (1942)
- Is Everybody Happy? (1943)
- She Has What It Takes (1943)
- Louisiana Hayride (1944)
- Men in Her Diary (1945)
- Smooth as Silk (1946)
- White Tie and Tails (1946)
- Free for All (1949)
- Sørøvernes skræk (1951)
- The Amos 'n Andy Show (78 episoder, 1951-1953)
- Zorro (17 episoder, 1958-1959)
- Dennis the Manace (90 episoder, 1960-1963)
- Petticoat Junction (38 episoder, 1965-1967)
- Family Affair (106 episoder, 1967-1971)

### Skuespiller
- The County Fair (1920) - Tim Vail
- Luftens helte (1927) - Soldat der flirter med Mary
- Tricolorens helte